# HollandRama
HollandRama was een attractie in het Nederlands Openluchtmuseum.

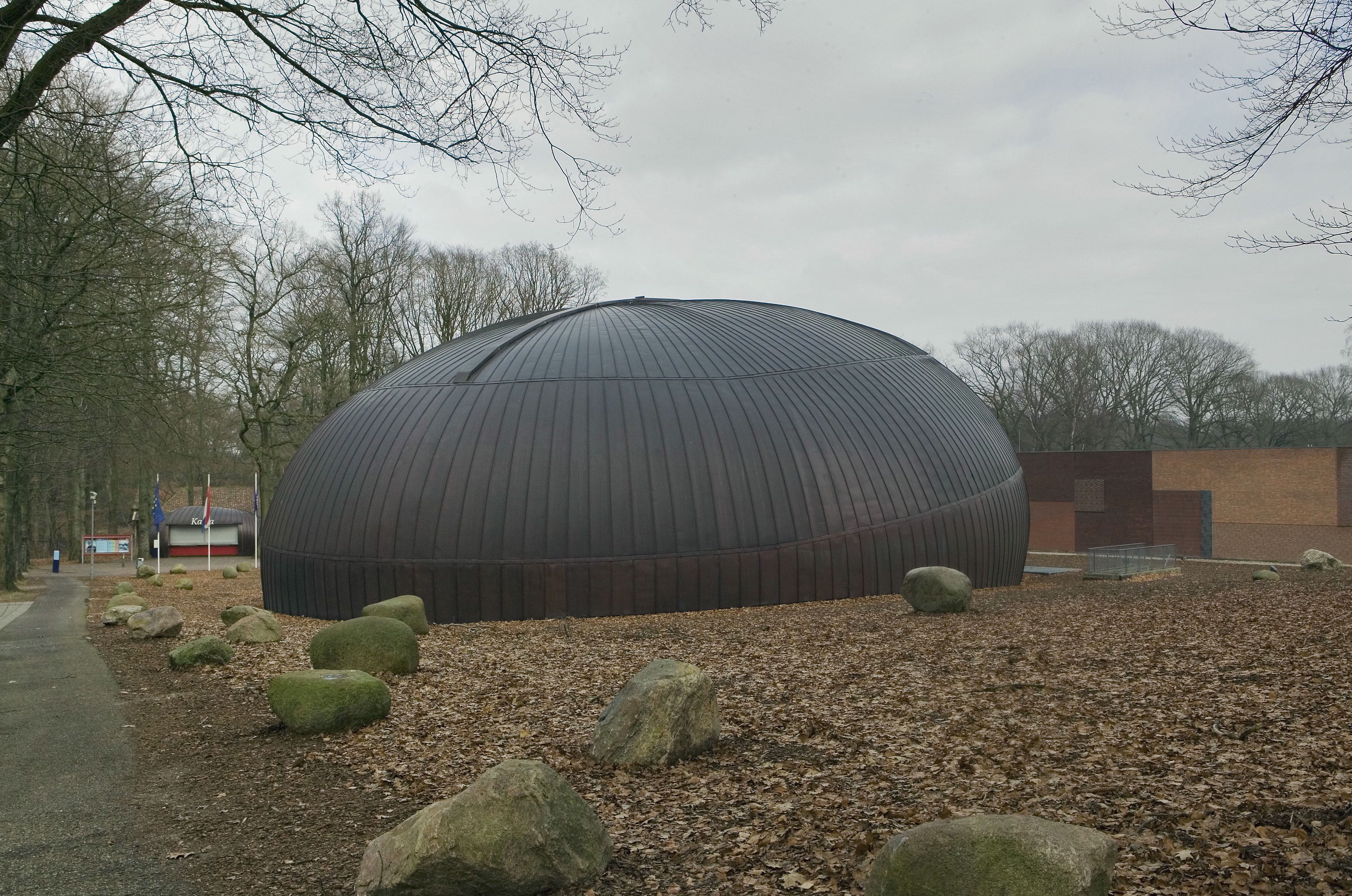
Exterieur van de attractie.

Het HollandRama bevond zich sinds 1999 bij de museumingang in een eivormig gebouw ontworpen door het Delftse architectenbureau Mecanoo. De attractie lag deels ondergronds. Het idee voor de attractie kwam van Ton Wagemakers, voormalig lid van de directie van het museum. Op 17 juli 2014 werd bekend dat HollandRama zou sluiten om plaats te maken voor de Canon van Nederland. Uiteindelijk maakte de attractie zijn laatste rit op 11 januari 2015.

## Techniek

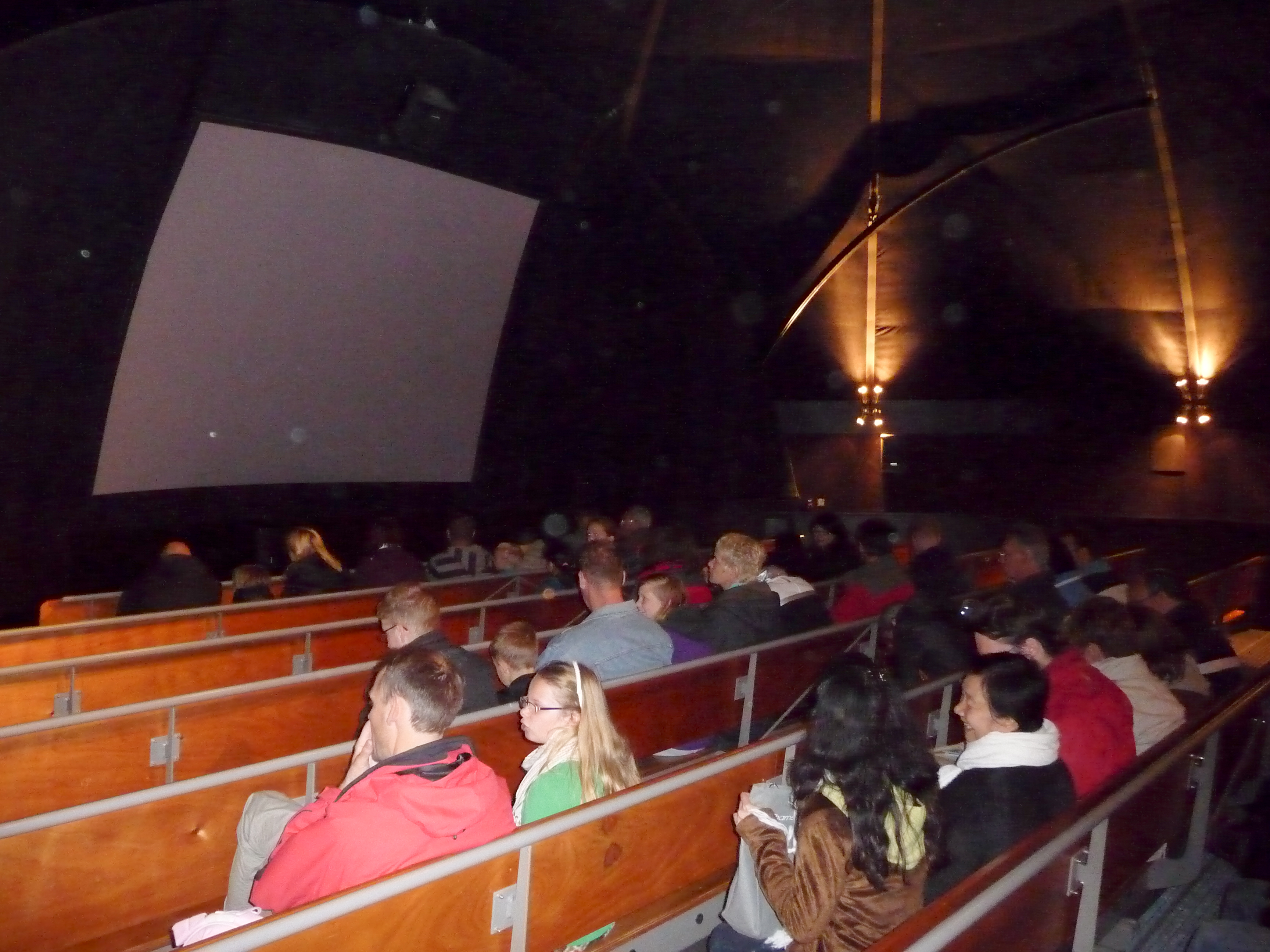
Interieur van de attractie.

De rondvormige ruimte was ingericht als bioscoopzaal. Op een rondvormig beweegbaar plateau stonden banken opgesteld die konden kantelen. Voor in de ruimte bevond zich een filmdoek. Dit doek zat door middel van touwen vast aan katrollen, waardoor het omhoog getrokken kon worden. Om het gehele bewegingsplatform waren meerdere scènes, ofwel panorama's, boven, onder en naast elkaar gerealiseerd die betrekking hadden op de geschiedenis van Nederland. Zo was er een stilleven van een dorp te zien en een textielfabriek waarin verschillende bewegende objecten stonden opgesteld. Doordat het voertuig een beweegbaar platform was, draaide het tijdens de rit langs de verschillende scènes, afgewisseld met korte video's op het scherm. Het platform kon rondom zijn as draaien en bewoog tijdens de rit zo'n 8 meter omhoog en 10 meter heen en weer. Ook werd er gebruik gemaakt van geur en temperatuurverschillen. De rit eindigde met een video vanonder het platform gefilmd waarin de techniek achter de attractie onthuld werd.
Dagelijks waren er meerdere voorstellingen van HollandRama. De rit duurde zeventien minuten. In 2001 ontving het Openluchtmuseum vanwege deze attractie de Thea Award, een belangrijke prijs binnen de internationale entertainmentindustrie.